# Превеза
Пре́веза (грец. Πρέβεζα) — місто в Греції, у периферії Епір, столиця однойменного ному Превеза. Місто обслуговує Національний аеропорт Актіон.

## Історія
Назва Превеза вперше згадується у літопису Мореаса, датованому 1292 роком. Походження назви міста вважається слов'янським і означає «перехід», оскільки Превеза, розташована при вході у Амбракійську затоку, використовувалась як перехідний пункт з одного берега на інший.
Місто ж у сучасному своєму вигляді було засноване наприкінці 11 століття і стало свідком руйнування стародавнього Нікополіса. Впродовж своєї буремної історії Превеза багаторазово завойовувалась різними народами: вестготами, болгарами, турками, венеційцями, французами. Значного розквіту місто досягло лише після того, як було продане Візантією Венеційській республіці, оскільки мало виключно вигідне географічне розташування, що сприяло розвитку жвавої торгівлі з багатьма європейськими країнами.
28 вересня 1538 р. поблизу Пре́вези відбулась грандіозна морська Битва при Пре́везі (тур. Preveze Deniz Muharebesi)  між османським флотом на чолі з Хайреддіном Барбароссою та зібраним на заклик Папи Павла III, об'єднаним флотом християнських країн на чолі з Андреа Доріа, в якій удвічі менший османський флот повністю розгромив союзну християнську армаду, не втративши при цьому жодного свого корабля. Битва відбулась в тому ж районі Іонічного моря, що й знаменита антична битва при Акції, що відбулась у 31 році до нашої ери між флотами Октавіана і Марка Антонія
До складу незалежної Греції місто увійшло 12 жовтня 1912 р.

## Населення
| Рік  | Місто  | Муніципалітет |
| ---- | ------ | ------------- |
| 1981 | 13,624 | -             |
| 1991 | 13,341 | 16,886        |
| 2001 | 16,321 | 19,605        |

## Визначні місця

### Некромантіон
Крито-мікенський Некромантіон Ахерон розташований поблизу невеличкого селища Месопотамос на відстані близько 40 км від Превези. Згідно з давньогрецькими міфами Гермес переправляв душі померлих через озеро Ахерозія, на березі якого жив оракул, єдиний у Греції міг надати можливість поспілкуватись із душею померлого. Тож у 5 столітті до н. е. на пагорбі перед озером був облаштований триповерховий Некромантіон, який мав безліч коридорів та центральну залу. Святилище було зруйновано пожежею 167 до н. е. Проте руїни споруди збереглись і донині.

### Руїни Нікополіса
Руїни стародавнього полісу Нікополіс розташовані на відстані 7 км від центру Превези. Нікополіс був заснований римським імператором Октавіаном Августом після його перемоги над об'єднаним флотом Марка Антонія і Клеопатри у морській битві при Актіоні 2 вересня 31 до н. е. З нагоди перемоги (Ніки) місто й здобуло свою назву Нікополіс — місто перемоги. Швидко Нікополіс став головним містом Епіру. 63 р. місто відвідав апостол Павло. Занепад міста розпочався ще 373 р. н. е. після нищівного землетрусу. В середині 6 століттія воно було завойоване та розграбоване готами, з того часу майже припинило своє існування.
В ході розкопок Нікополіса були знайдені численні артефакти, серед яких скульптури, прикраси, посуд. Значний інтерес являє античний театр Нікополісу, що досить добре зберігся донині.

### Фортеця Пантократор
Фортеця Пантократор побудована Алі-пашою Тепелєнським — напівавтономним османський правителем Епіру у 1807 році, розташована за 3 км на південь від міста на морському узбережжі у Фокії, біля входу в Амбракійську затоку для контролю над судноплавством. Укріплення є майже прямокутним в плані, оточене оборонними валами, морським бастіоном та оборонним ровом. Фортеця також використовувалась як в'язниця.
Докладніше: Фортеця Пантократор

### Руїни замку Рогой

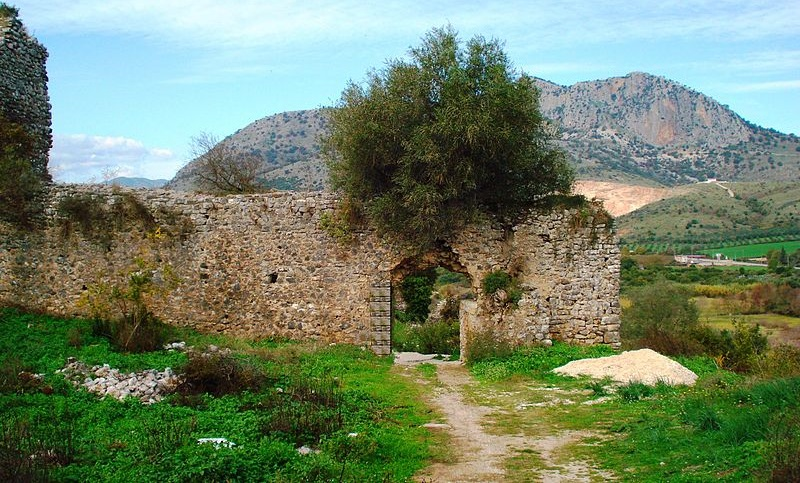
Замок Рогой

Замок Рогой — візантійський замок поблизу Превези, розташований на місці стародавнього міста Бушетіон (Βουχέτιον), яке було занедбане в кінці І століття до н. е. Повторно був заселений у IX столітті. Відігравав важливу роль в історії регіону в XIV і на початку XV століття. Він був покинутий знову після османського завоювання в 1449 році.
Докладніше: Замок Рогой

### Замок Святого Георгія
Замок Святого Георгія — османське укріплення, розташоване в південній частині старого міста, побудоване у 1807 році за планами, складеними французьким інженером Фредеріком Франсуа Гійомом де Водонкуртом, коли регіоном керував Алі-паша Тепелєнський. Це було його першим великим архітектурним проєктом в Превезі, після того, як він відбив її наприкінці листопада 1806 року. замок складається з одної стіни, захищеної високими бастіонами. Як це було характерно для укріплень цього часу, стіни були встановлені під невеликим кутом, щоб краще відбивати артилерійський вогонь. Хоча більшість початкових споруд початку ХІХ століття збереглося, деякі частини замку були модифіковані, щоб відповідати принципам грецької військової фортифікації у ХХ столітті.

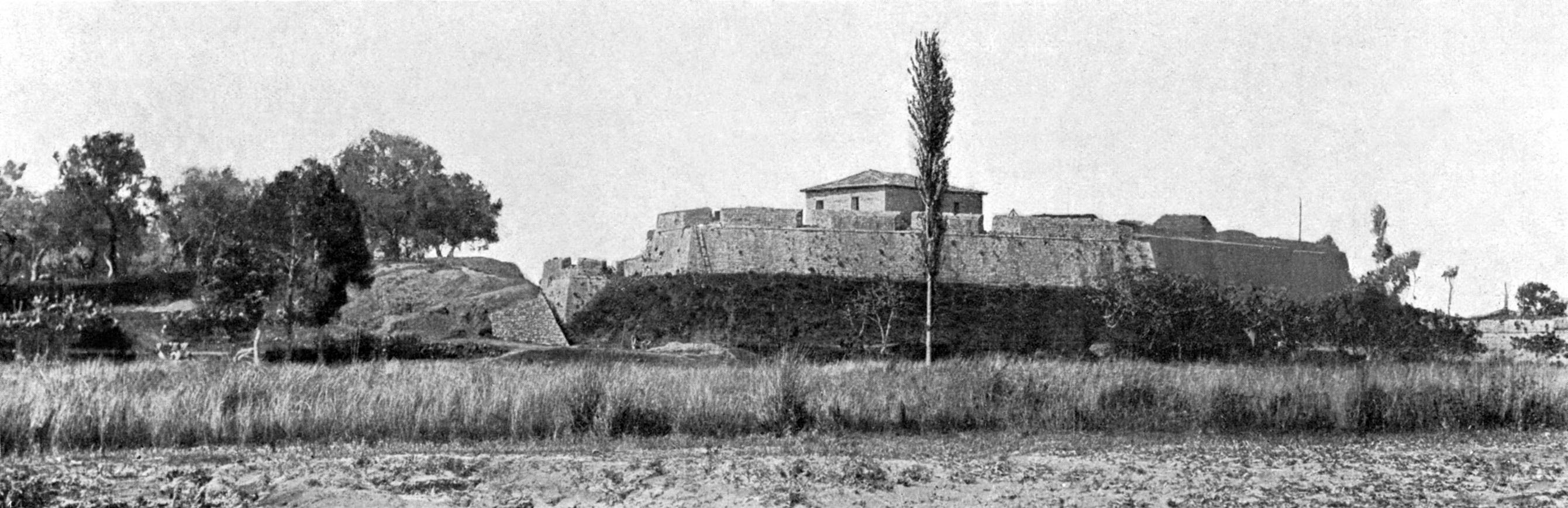
Замок Святого Георгія 1911 рік

Докладніше: Замок Святого Георгія

## Міста-побратими
Серед міст-побратимів та партнерів Превези:
- Шерборн, Велика Британія
- Альтеа, Іспанія
- Бад-Кецтинг, Німеччина
- Белладжо, Італія
- Бандоран, Ірландія
- Хойна, Польща
- Гренвіль, Франція
- Хольстебро, Данія
- Уффаліз, Бельгія
- Юденбург, Австрія
- Карккіла, Фінляндія
- Кесег, Угорщина
- Марсаскала, Мальта
- Меерсен, Нідерланди
- Нідеранвен, Люксембург
- Укселесунд, Швеція
- Пренай, Литва
- Сезімбра, Португалія
- Сігулда, Латвія
- Сушице, Чехія
- Тюрі, Естонія
- Зволен, Словаччина
- Списька Нова Весь, Словаччина